# Hylodendron gabunense
Hylodendron gabunense är en ärtväxtart som beskrevs av Paul Hermann Wilhelm Taubert. Hylodendron gabunense ingår i släktet Hylodendron och familjen ärtväxter. Inga underarter finns listade i Catalogue of Life.